# 麥迪遜大道
麦迪逊大道（英語：Madison Avenue）是美国紐約市曼哈顿一条南北走向的大道，实行北行单行道交通。它南起麦迪逊广场（23街），北到麥迪遜大道大橋（138街）。它穿过中城、上东区（包括卡内基山（Carnegie Hill）、西班牙哈萊姆区（Spanish Harlem）和哈莱姆区。该路得名于麦迪逊广场，麦迪逊是指第四任美国总统詹姆士·麦迪逊。
麦迪逊广场花园因为过去位于26街和麦迪逊大道路口麦迪逊广场东北角而得名，现在纽约人寿保险公司大厦占用了整个街区。它的设计者是斯坦福·懷特，在运动场地的顶部拥有一个罗马女神狄阿娜的铜像。1925年迁到50街、第八大道的一个新建筑，但保持了旧名。麦迪逊广场花园现在位于从31街到33街之间的第八大道。
在57街和85街之间的麦迪逊大道被认为是“时尚街”，这一区域聚集了大部分著名的时尚设计师和高級发型沙龙。
麦迪逊大道不属于起初1811年纽约市规划（Commissioners' Plan of 1811）的街道栅格网的一部分，1836年，由于律师和地产商薩繆爾·B·拉格爾斯（Samuel Ruggles）的努力，在公园大道（前第四大道）和第五大道之间开辟了这条道路。拉格爾斯是耶鲁大学毕业生，此前在1831年购买开发了纽约的格拉梅西公園，他亦參與開發聯合廣場，也命名了莱辛顿大道。

## 广告业
“麦迪逊大道”常常被用作广告业的代名词。在1920年代的繁荣时期，这条大道开始成为广告业中心。

## 交通
麦迪逊大道有紐約市公共汽車M1、M2、M3、and M4普通路線，以及BM1、BM2、BM3、BM4、BQM1直達公共汽車。

### 巴士車道
依據紐約市交通規則（New York City Traffic Rules）第4-12（m）段，麥迪遜大道自42街至59街之間的巴士專用道在管制時段時，巴士以外車輛駕駛員不但不得行駛巴士專用道，也不得向右轉，到60街始得右轉，但載運乘客的出租車得以行駛巴士車道在46街右轉。